# Souche (rivière)
Pour les articles homonymes, voir Souche.
La Souche est une rivière française qui coule dans le département de l'Aisne, en ancienne région Picardie, donc en nouvelle région des Hauts-de-France. C'est un affluent de la Serre en rive gauche, donc un sous-affluent de la Seine par l'Oise.

## Géographie
La Souche prend naissance sur le territoire de la commune de Sissonne, à 78 m d'altitude, juste au nord de la caserne, dans l'est du département de l'Aisne.
Dès sa naissance, elle adopte la direction du nord-ouest, direction générale qu'elle maintient tout au long de son parcours de 31,9 kilomètres. Elle se jette dans la Serre (rive gauche) au niveau de la ville de Crécy-sur-Serre, à 62 m d'altitude.

### Communes traversées
Dans le seul département de l'Aisne, la Souche traverse les treize communes suivantes, d'amont en aval de Sissonne (02720) (source), Marchais (02457), Liesse-Notre-Dame (02430), Chivres-en-Laonnois (02189), Pierrepont (02600), Vesles-et-Caumont (02790), Grandlup-et-Fay (02353), Toulis-et-Attencourt (02745), Voyenne (02827), Froidmont-Cohartille (02270), Barenton-sur-Serre (02048), Chalandry (02156), Crécy-sur-Serre (02237) (confluence).
Les codes entre parenthèses sont les codes INSEE.

## Affluents
La Souche a treize tronçons affluents référencés dont :
- Le Pointy (rd[note 1]),
- le Marais du Pigeon (rd),
- la Buze (rg),
- le Ravin le Cornu (rd),
- cinq bras (donc défluent et affluent)
- Les Barentons (rg), qui conflue au niveau de Barenton-sur-Serre, village situé en aval de Froidmont-Cohartille, et qui lui apporte 0,45 m3 d'eau par seconde, avec deux affluents.
- Rivière ancienne Fausse Souche
- deux autres bras.

### Rang de Strahler
Le rang de Strahler est donc de trois.

## Hydrologie

### La Souche à Froidmont-Cohartille
Le débit de la Souche a été observé durant une période de 19 ans (1973-1991), à Froidmont-Cohartille, localité du département de l'Aisne, située à une vingtaine de kilomètres en amont de la petite ville du Crécy-sur-Serre, donc du confluent avec la Serre. À cet endroit le bassin versant de la rivière est de 406 km2, soit plus ou moins 80 % du total de la surface de celui-ci, le bassin versant des Barentons, un de ses affluents principaux, étant exclu de la zone d'observation.
Le module de la rivière à Froidmont-Cohartille est de 2,64 m3/s.
La Souche présente les fluctuations saisonnières de débit très peu importantes, avec des hautes eaux de printemps-début d'été, affichant un débit mensuel moyen allant de 2,85 à 3,08 m3/s, de février à juin inclus (maximum très léger en avril), et des eaux un rien plus basses le reste de l'année, avec une baisse du débit moyen mensuel jusque 1,94 m3/s au mois de novembre, ce qui reste abondant.

### Étiage ou basses eaux
Le VCN3 peut cependant chuter jusque 0 m3/s, en cas de période quinquennale sèche ce qui est extrêmement sévère, le cours d'eau tombant ainsi à sec.

### Crues
D'autre part les crues ne sont jamais importantes. Les QIX 2 et QIX 5 valent respectivement 4,4 et 5,8 m3/s. Le QIX 10 est de 6,8 m3/s, le QIX 20 vaut 7,7 m3/s tandis que le QIX 50 n'a pas été calculé faute de durée d'observation suffisante.
Le débit instantané maximal enregistré durant cette période de 19 ans a été de 7,5 m3/s le 26 mars 1988, tandis que la valeur journalière maximale était de 7,38 m3/s le même jour. En comparant ces chiffres aux valeurs des différents QIX de la rivière, on en déduit que ces crues étaient d'ordre vicennal et donc nullement exceptionnelles.

### Lame d'eau et débit spécifique
La lame d'eau écoulée dans le bassin de la Souche est de 205 millimètres par an, ce qui est assez modéré, nettement inférieur à la moyenne d'ensemble de la France, mais également à celle de l'ensemble du bassin versant de l'Oise (243 millimètres par an), et de la Serre (255 millimètres par an). Le débit spécifique (ou Qsp) se monte à 6,5 litres par seconde et par kilomètre carré de bassin.

## Aménagements et écologie

### Curiosités - Tourisme - Patrimoine

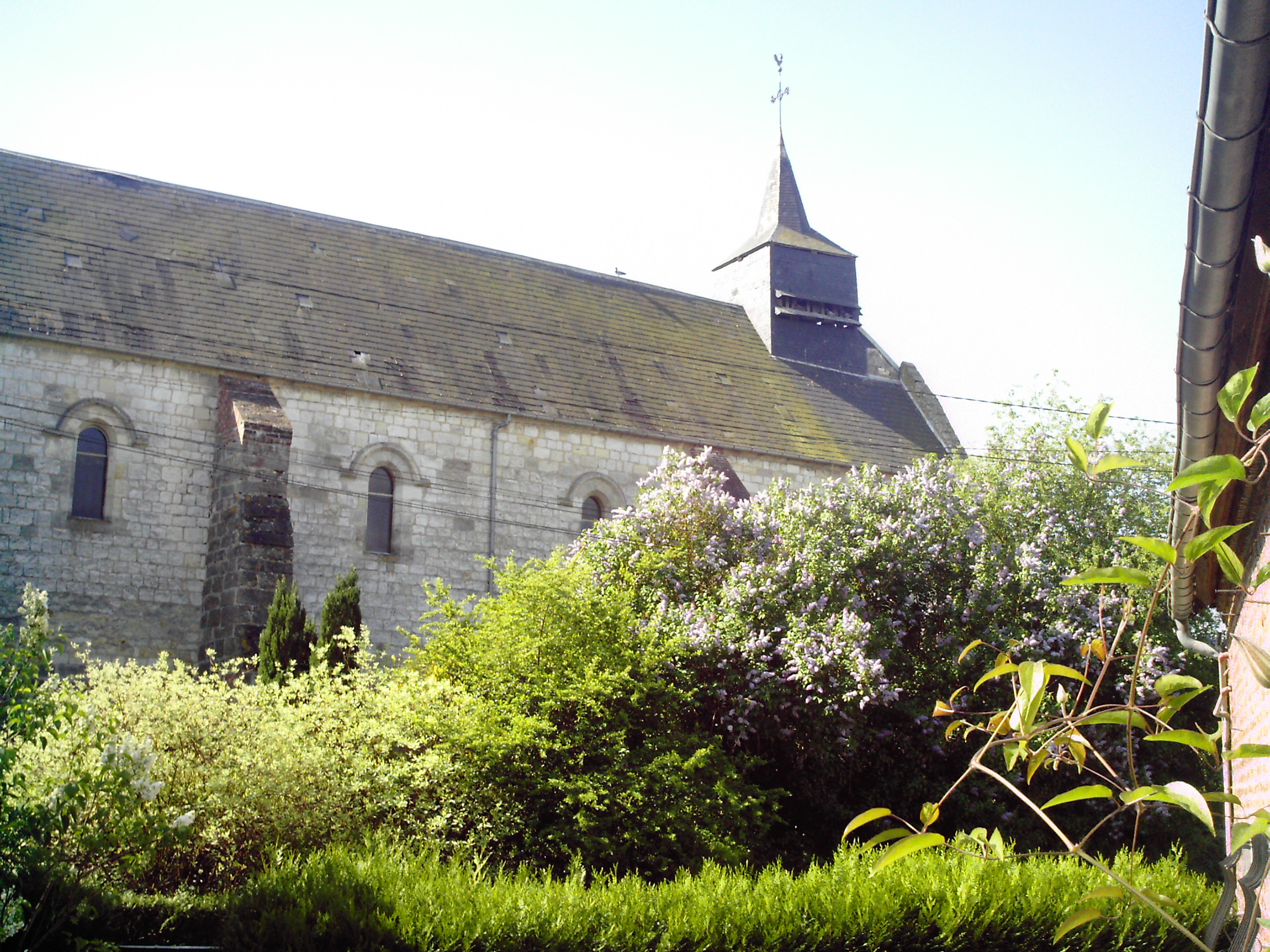
Église Saint-Christophe de Cohartille.

- Marchais : très beau château du XVIe siècle remanié au XVIIe. Cour d'honneur richement ornée. Mobilier des XVIe, XVIIe et XVIIIe siècles. Église Saint-Martin du XIIIe avec fonts baptismaux en pierre sculptée du XIIe. Bois de Liesse et de Marchais. Étangs et marais. Cyclotourisme. Chasse, pêche.

- Froidmont-Cohartille : l'église Saint-Christophe de Cohartille date du XIIe, avec ajouts au XVIIe. Façade avec importants contreforts et statue de saint Michel terrassant le Dragon. Autel et prie-Dieu du XIIe. Gentilhommière du XVIIIe.

- Barenton-sur-Serre : église Saint-Martin du XIIIe avec chœur du XIVe. Pêche et chasse.

### Écologie: ZNIEFF et NATURA 2000
Le Marais de la Souche est une zone de protection spéciale depuis un arrêté du 6 avril 2006 et un site Natura 2000 référencé FR22120006 pour 2 410 hectares sur douze communes

## Galerie

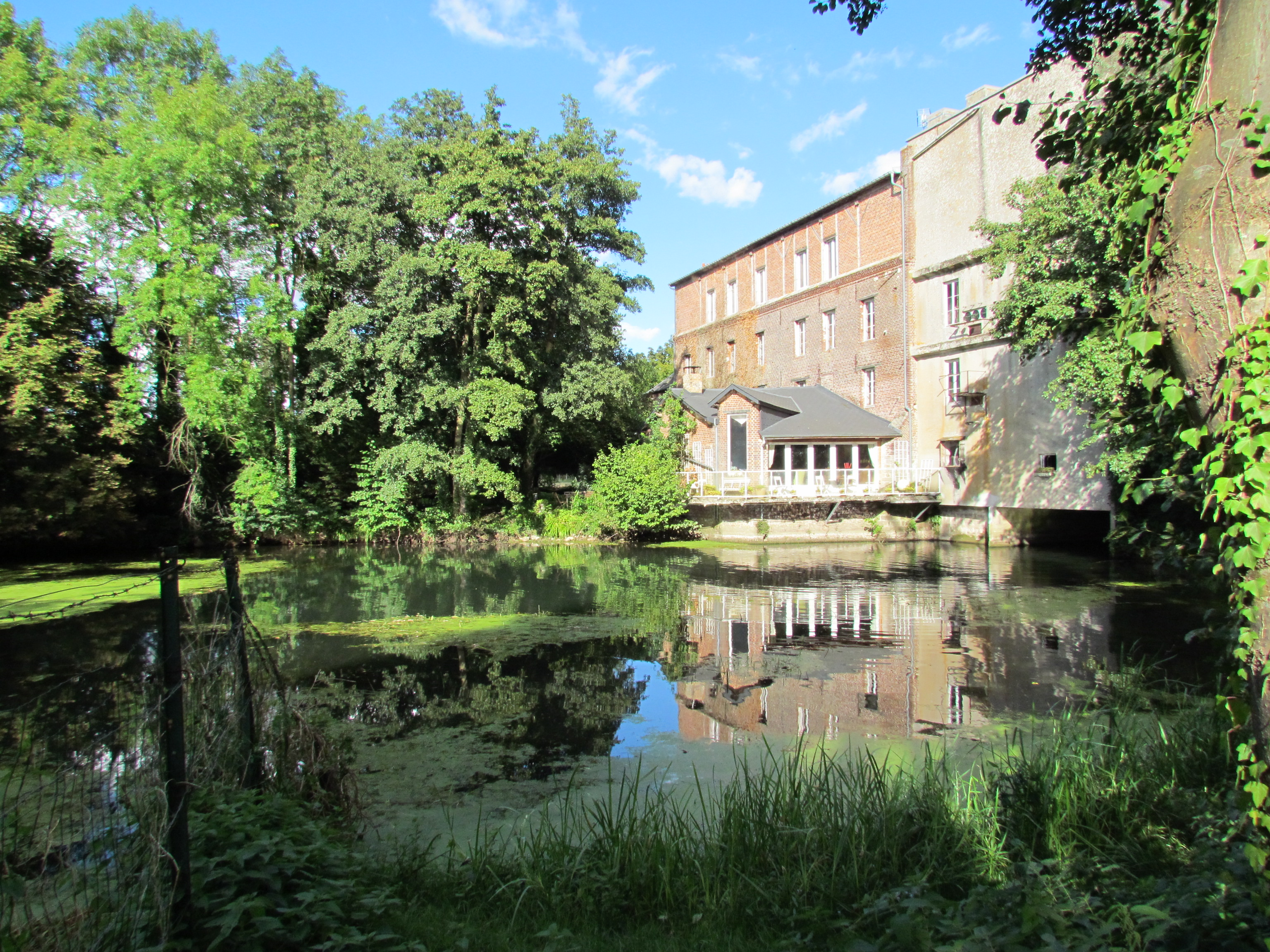
Chalandry en été.
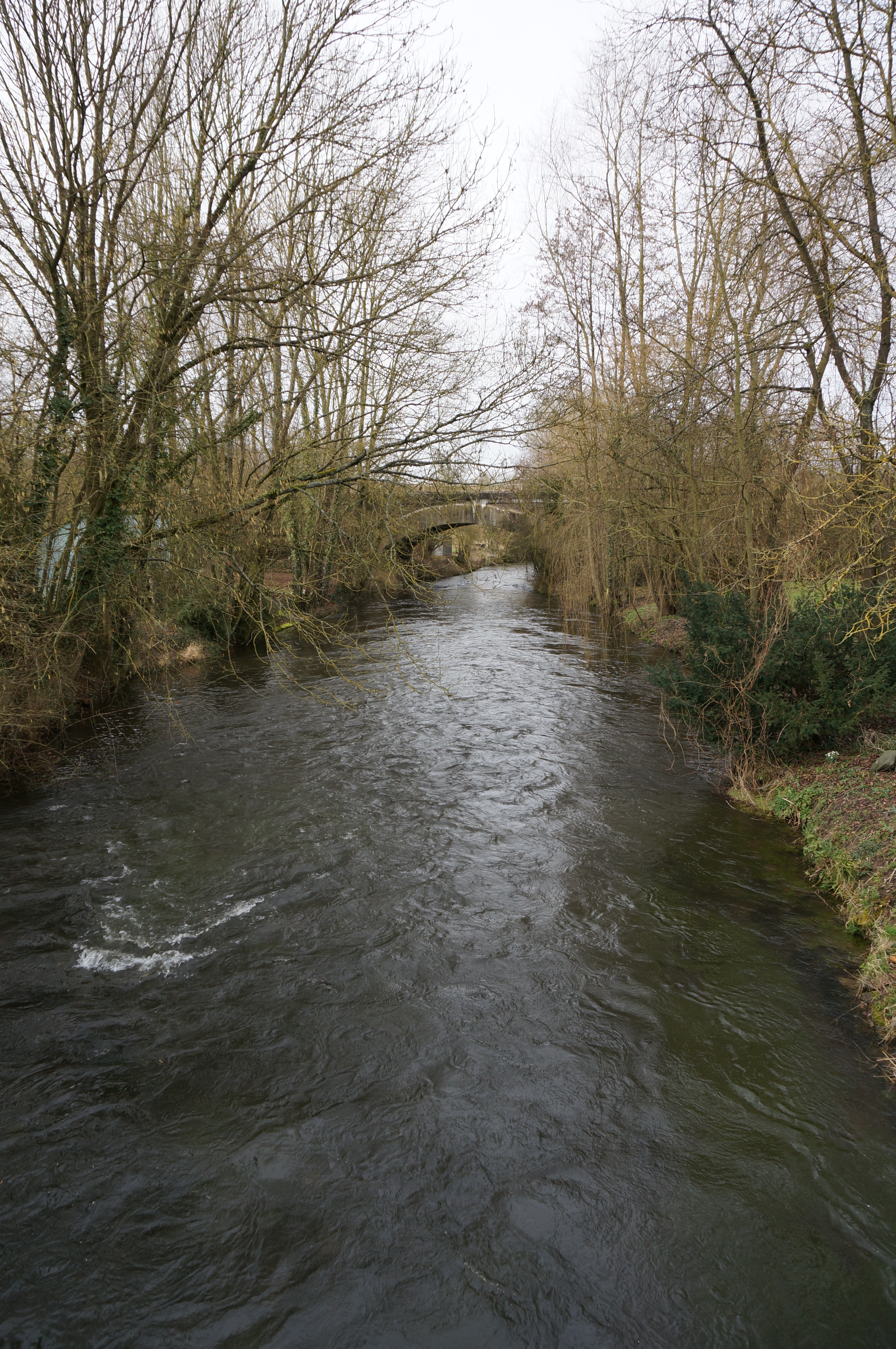
Vue de Barenton-sur-Serre avec le pont de chemin de fer.
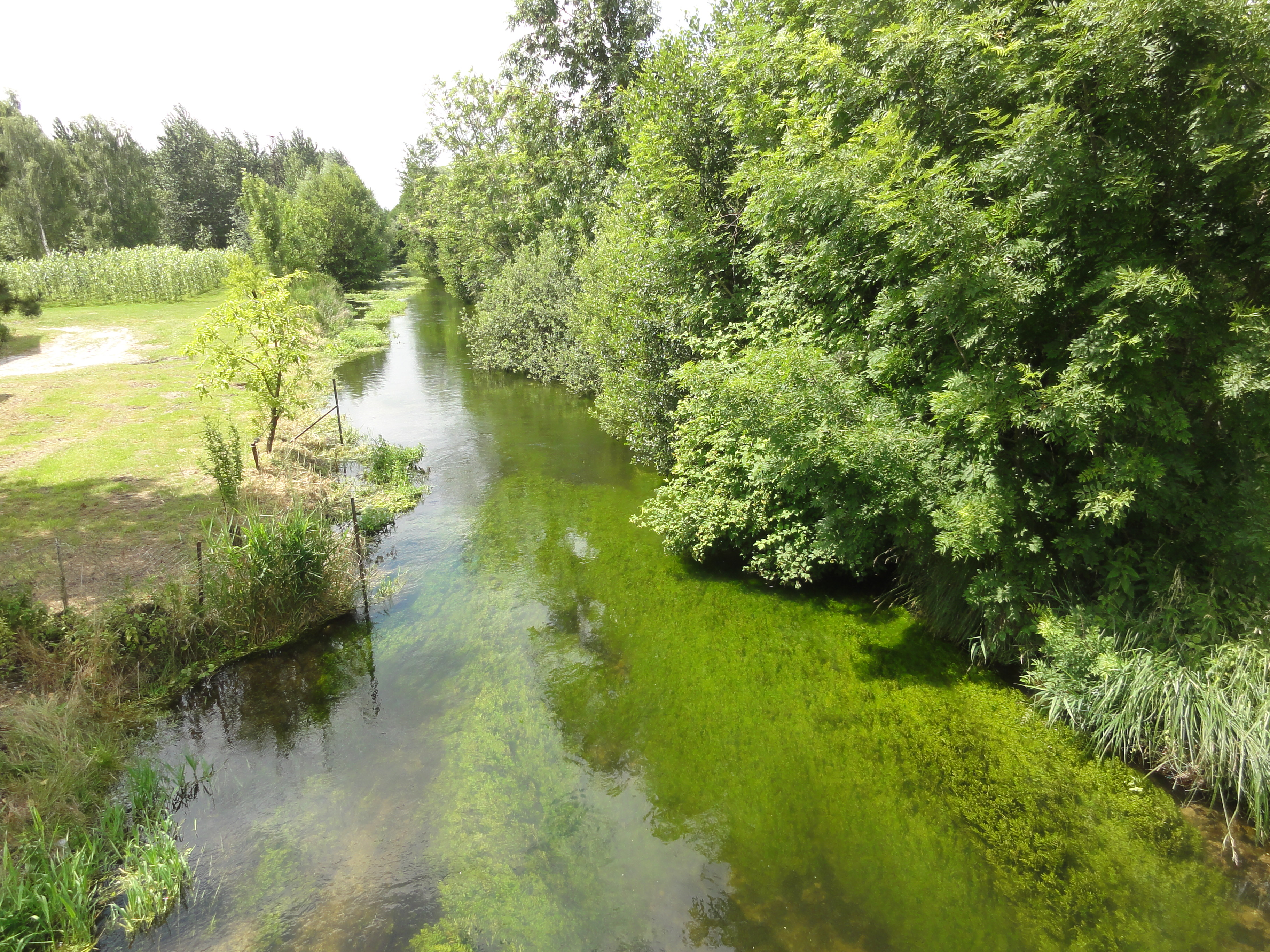
La Souche à Pierrepont.
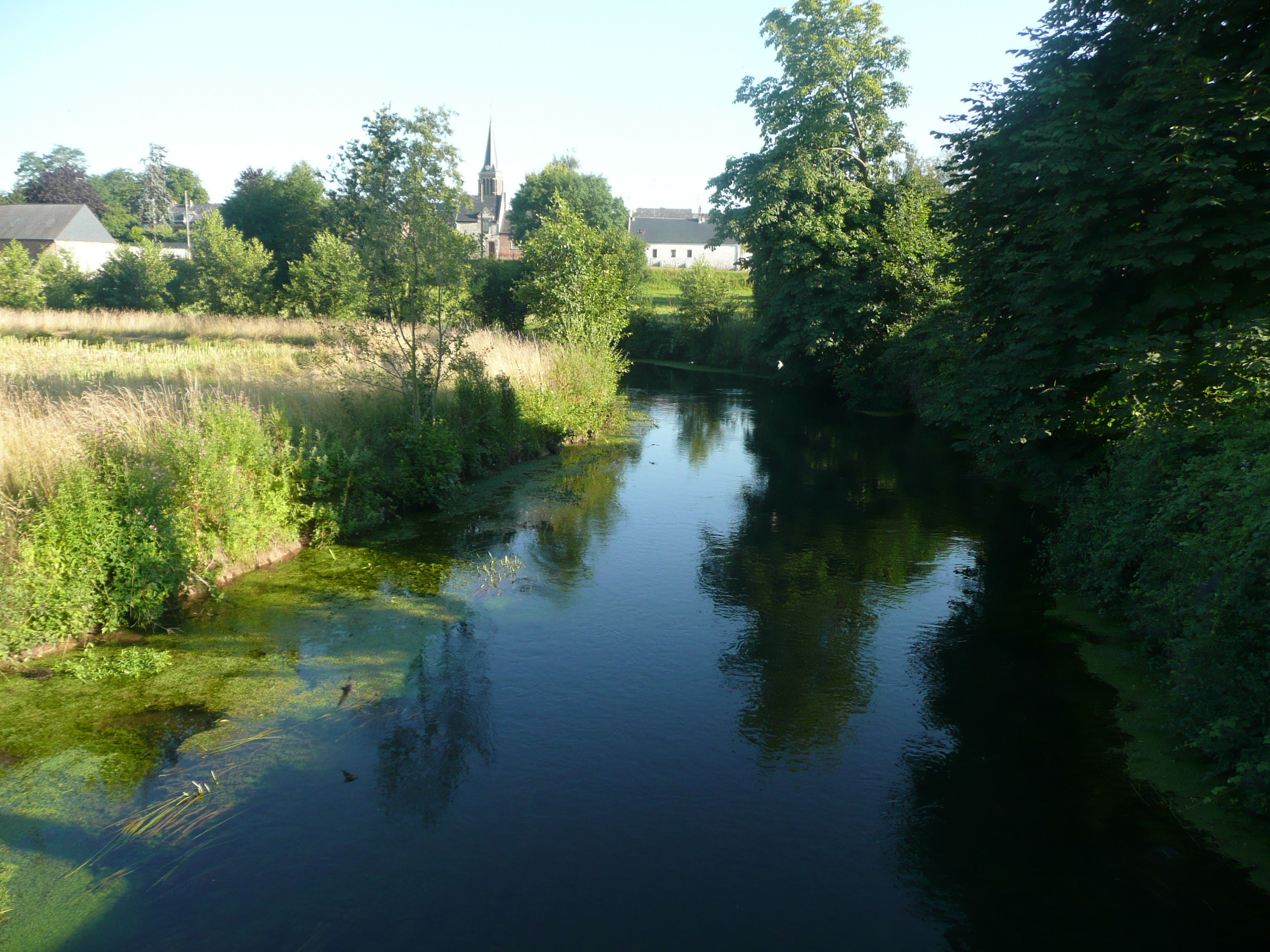
La Souche à l'entrée de Chalandry.